# Éllim
Éllim (fl. I secolo) è stato un leggendario dell'Ulster e re supremo irlandese del I secolo.
Guidò la rivolta popolare contro la nobiltà milesia, o fu il loro secondo re dopo Cairbre Cinnchait. Dopo un regno segnato dalla carestia, fu sconfitto da Tuathal Teachtmhar, figlio esiliato di Fiacha Finnfolaidh.

## Fonti
- Seathrún Céitinn, Foras Feasa ar Éirinn 1.38
- Annali dei Quattro Maestri M56-76